# 자이썬
자이썬(Jython)은 파이썬의 자바 구현으로, Jim Hugunin에 의해 처음으로 만들어졌다. 처음에는 파이썬 표준 구현의 이름(CPython)을 따라 JPython라는 이름을 썼다. 자이썬은 자바 언어로만 작성되었기 때문에, 모든 자바 가상 머신에서 동작한다.
자이썬 프로그램은 모든 자바 클래스를 바로 불러올 수 있다. 몇몇 표준 모듈을 제외하면, 자이썬 프로그램은 파이썬 모듈 대신 자바 클래스를 사용한다. 자이썬은 표준 파이썬 배포판의 거의 모든 모듈을 포함하고 있으나, 기존에 C로 구현된 일부 모듈은 포함하지 않는다. 예를 들면, 자이썬에서 그래픽 사용자 인터페이스는 TKinter 대신 Swing이나 AWT로 작성해야 한다.

## 같이 보기
- IronPython - .NET과 Mono를 위한 파이썬 구현
- 파이썬